# بلوك آيلاند

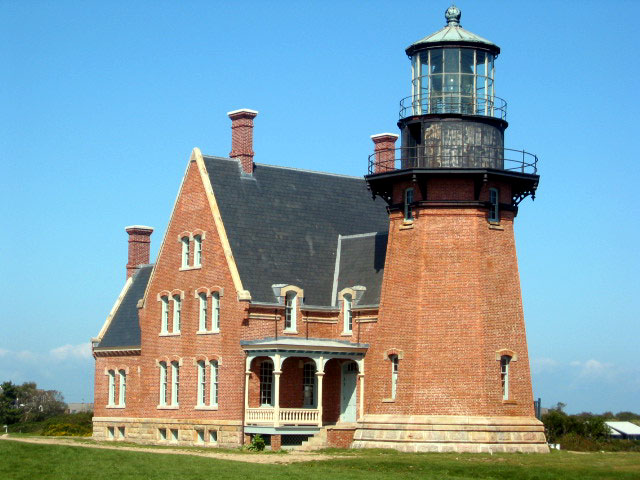
المنارة في بلوك ايلند

بلوك آيلاند (بالإنجليزية: Block Island)‏ هي جزيرة صغيرة في ولاية رود آيلاند الأمريكية. تقع في المحيط الأطلسي وتبعد عن شواطئ الولاية حوالي خمسة عشرة ميلا، يبلغ عدد سكانها المقيمين حوالي 1000 نسمة لذلك تعتبر أصغر بلدة في أصغر ولاية في الولايات المتحدة الأمريكية.
تنشط الحركة السياحية في هذه الجزيرة بالصيف، وتمتاز هذه الجزيرة بالطبيعة الخلابة وبالمناخ المعتدل صيفا وبارد شتاء.

## المناخ
يظهر الجدول التالي التغييرات المناخية على مدار السنة لبلوك آيلاند:
| البيانات المناخية لـبلوك آيلاند                                    | البيانات المناخية لـبلوك آيلاند | البيانات المناخية لـبلوك آيلاند | البيانات المناخية لـبلوك آيلاند | البيانات المناخية لـبلوك آيلاند | البيانات المناخية لـبلوك آيلاند | البيانات المناخية لـبلوك آيلاند | البيانات المناخية لـبلوك آيلاند | البيانات المناخية لـبلوك آيلاند | البيانات المناخية لـبلوك آيلاند | البيانات المناخية لـبلوك آيلاند | البيانات المناخية لـبلوك آيلاند | البيانات المناخية لـبلوك آيلاند | البيانات المناخية لـبلوك آيلاند |
| الشهر                                                              | يناير                           | فبراير                          | مارس                            | أبريل                           | مايو                            | يونيو                           | يوليو                           | أغسطس                           | سبتمبر                          | أكتوبر                          | نوفمبر                          | ديسمبر                          | المعدل السنوي                   |
| ------------------------------------------------------------------ | ------------------------------- | ------------------------------- | ------------------------------- | ------------------------------- | ------------------------------- | ------------------------------- | ------------------------------- | ------------------------------- | ------------------------------- | ------------------------------- | ------------------------------- | ------------------------------- | ------------------------------- |
| الدرجة القصوى °ف (°م)                                              | 62 (17)                         | 62 (17)                         | 74 (23)                         | 92 (33)                         | 85 (29)                         | 90 (32)                         | 92 (33)                         | 95 (35)                         | 89 (32)                         | 80 (27)                         | 72 (22)                         | 64 (18)                         | 95 (35)                         |
| متوسط درجة الحرارة الكبرى °ف (°م)                                  | 39.8 (4.3)                      | 40.9 (4.9)                      | 45.6 (7.6)                      | 54.6 (12.6)                     | 63.2 (17.3)                     | 73.0 (22.8)                     | 77.9 (25.5)                     | 77.6 (25.3)                     | 72.6 (22.6)                     | 63.0 (17.2)                     | 54.3 (12.4)                     | 45.2 (7.3)                      | 59.0 (15.0)                     |
| متوسط درجة الحرارة الصغرى °ف (°م)                                  | 25.4 (−3.7)                     | 26.6 (−3.0)                     | 30.7 (−0.7)                     | 38.8 (3.8)                      | 47.1 (8.4)                      | 56.5 (13.6)                     | 62.5 (16.9)                     | 62.4 (16.9)                     | 56.9 (13.8)                     | 48.1 (8.9)                      | 40.5 (4.7)                      | 30.0 (−1.1)                     | 43.8 (6.6)                      |
| أدنى درجة حرارة °ف (°م)                                            | −7 (−22)                        | −6 (−21)                        | 7 (−14)                         | 18 (−8)                         | 34 (1)                          | 41 (5)                          | 51 (11)                         | 45 (7)                          | 39 (4)                          | 30 (−1)                         | 16 (−9)                         | −4 (−20)                        | −7 (−22)                        |
| الهطول إنش (مم)                                                    | 3.87 (98)                       | 2.93 (74)                       | 4.07 (103)                      | 3.79 (96)                       | 3.46 (88)                       | 3.78 (96)                       | 2.86 (73)                       | 2.95 (75)                       | 3.39 (86)                       | 3.91 (99)                       | 3.81 (97)                       | 3.78 (96)                       | 42.60 (1٬082)                   |
| متوسط تساقط الثلوج إنش (سم)                                        | 6.1 (15)                        | 6.3 (16)                        | 5.4 (14)                        | 0.4 (1.0)                       | 0 (0)                           | 0 (0)                           | 0 (0)                           | 0 (0)                           | 0 (0)                           | 0 (0)                           | 0.2 (0.51)                      | 2.8 (7.1)                       | 21.1 (54)                       |
| متوسط أيام هطول الأمطار (≥ 0.01 in)                                | 7.9                             | 7.7                             | 9.7                             | 9.9                             | 9.8                             | 7.4                             | 6.2                             | 6.2                             | 6.5                             | 7.9                             | 8.8                             | 9.1                             | 97.1                            |
| المصدر #1: NOAA (normals, 1981–2010)                               |                                 |                                 |                                 |                                 |                                 |                                 |                                 |                                 |                                 |                                 |                                 |                                 |                                 |
| المصدر #2: Western Regional Climate Center (extremes 1927–present) |                                 |                                 |                                 |                                 |                                 |                                 |                                 |                                 |                                 |                                 |                                 |                                 |                                 |